# Куликовський (Волгоградська область)
Куликовський (рос. Куликовский) — хутір у Новоніколаєвському районі Волгоградської області Російської Федерації.
Населення становить 1166 осіб. Входить до складу муніципального утворення Куликовське сільське поселення.

## Історія
Хутір розташований у межах українського історичного та культурного регіону Жовтий Клин.
Населений пункт заснований 1860 року.
Згідно із законом від 22 грудня 2004 року N 975-ОД органом місцевого самоврядування є Куликовське сільське поселення.

## Населення
| 2010 |
| ---- |
| 1166 |

## Мешканці
На хуторі народилася Нікуліна Валентина Іванівна (1927—2016) — українська килимарниця.